# Die Abzocker – Das sind ihre Tricks!
Die Abzocker – Das sind ihre Tricks! ist eine kriminaldokumentarische Pseudo-Doku der ITV Studios Germany, die auf SAT.1 ausgestrahlt wurde.

## Hintergrund
In der Sendung werden im Alltag vorkommende strafbare Handlungen, vor allem in den Bereichen Betrug, Diebstahl und Computerbetrug, dargestellt, mit denen Straftäter Geld ergaunern. Die Sendung ist vergleichbar mit Vorsicht Falle! Nepper, Schlepper, Bauernfänger und ist die deutsche Adaption von The Real Hustle der BBC. Jede Folge beinhaltete sechs bis sieben Fälle, welche Betrugstaten darstellen und deren Vorbeugung.

## Ausstrahlung und Einschaltquoten
Die Abzocker – Das sind ihre Tricks! startete am 2. Januar 2008 um 21:15 Uhr auf Sat.1. Am 13. und 27. Februar 2008 wurden Doppelfolgen gesendet.
Obwohl die erste Staffel keine zufriedenstellenden Zuschauerzahlen vorweisen konnte, wurde im Mai 2008 eine weitere Staffel angekündigt. Die neuen Folgen wurden ab dem 2. Juli 2008 ebenfalls mittwochs, jedoch bereits zur Primetime um 20:15 Uhr, gesendet.
Eine unvollständige Auflistung gemessener Einschaltquoten und Marktanteile veranschaulicht die folgende Tabelle:
| Staffel | Datum                                | Zuschauer | Zuschauer       | Marktanteil | Marktanteil     | Quelle |
| Staffel | Datum                                | Gesamt    | 14 bis 49 Jahre | Gesamt      | 14 bis 49 Jahre | Quelle |
| ------- | ------------------------------------ | --------- | --------------- | ----------- | --------------- | ------ |
| 1       | 2. Januar 2008 (erste Folge)         | 3,46 Mio. | 1,79 Mio.       | 10,7 %      | 13,4 %          | [ 5 ]  |
| 1       | 16. Januar 2008                      | 2,24 Mio. | 1,17 Mio.       | 7,2 %       | 8,9 %           | [ 6 ]  |
| 1       | 23. Januar 2008                      | 2,81 Mio. | 1,60 Mio.       | 8,9 %       | 12,2 %          | [ 7 ]  |
| 1       | 30. Januar 2008                      | 2,16 Mio. | –               | –           | 9,5 %           | [ 8 ]  |
| 1       | 13. Februar 2008                     | 2,36 Mio. | 1,08 Mio.       | 7,8 %       | 8,3 %           | [ 9 ]  |
| 1       | 27. Februar 2008 (21:15 Uhr, Finale) | 1,51 Mio. | 0,70 Mio.       | –           | 5,2 %           | [ 10 ] |
| 1       | 27. Februar 2008 (22:15 Uhr, Finale) | 0,86 Mio. | 0,45 Mio.       | –           | 4,5 %           | [ 10 ] |
| 2       | 2. Juli 2008 (erste Folge)           | 1,87 Mio. | 0,92 Mio.       | 8,1 %       | 10,1 %          | [ 11 ] |
| 2       | 9. Juli 2008                         | –         | –               | –           | 9,8 %           | [ 12 ] |
| 2       | 16. Juli 2008                        | 1,92 Mio. | –               | –           | 7,9 %           | [ 12 ] |
| 2       | 6. August 2008                       | 1,51 Mio. | –               | –           | –               | [ 13 ] |
| 2       | 20. August 2008                      | –         | –               | –           | 10,2 %          | [ 14 ] |
| 2       | 3. September 2008                    | –         | –               | 8,3 %       | –               | [ 15 ] |

## Besetzung
Insgesamt kommen in jeder Episode drei Abzocker zum Einsatz.
| Rolle                      | Besetzung                           |
| -------------------------- | ----------------------------------- |
| Sprecher der Beiträge      |                                     |
| Der smarte Trickser        | Christoph von Gonschor (1. Staffel) |
| Der galante Ganove         | Philipp Langenegger (2. Staffel)    |
| Der coole Stratege         | Lars Pape                           |
| Die charmante Schwindlerin | Agnieszka Guzikowska                |

Bei ihren Taten benutzen die Abzocker Decknamen, wie es auch richtige Kriminelle tun. Christoph von Gonschor nennt sich Marc Neumann, Philipp Langenegger benutzt den Decknamen Kai Schubert, Lars Pape tritt unter dem Namen Ralf Dusent auf und Agnieszka gibt sich als Lara Sommer aus.